# دولة مارقة

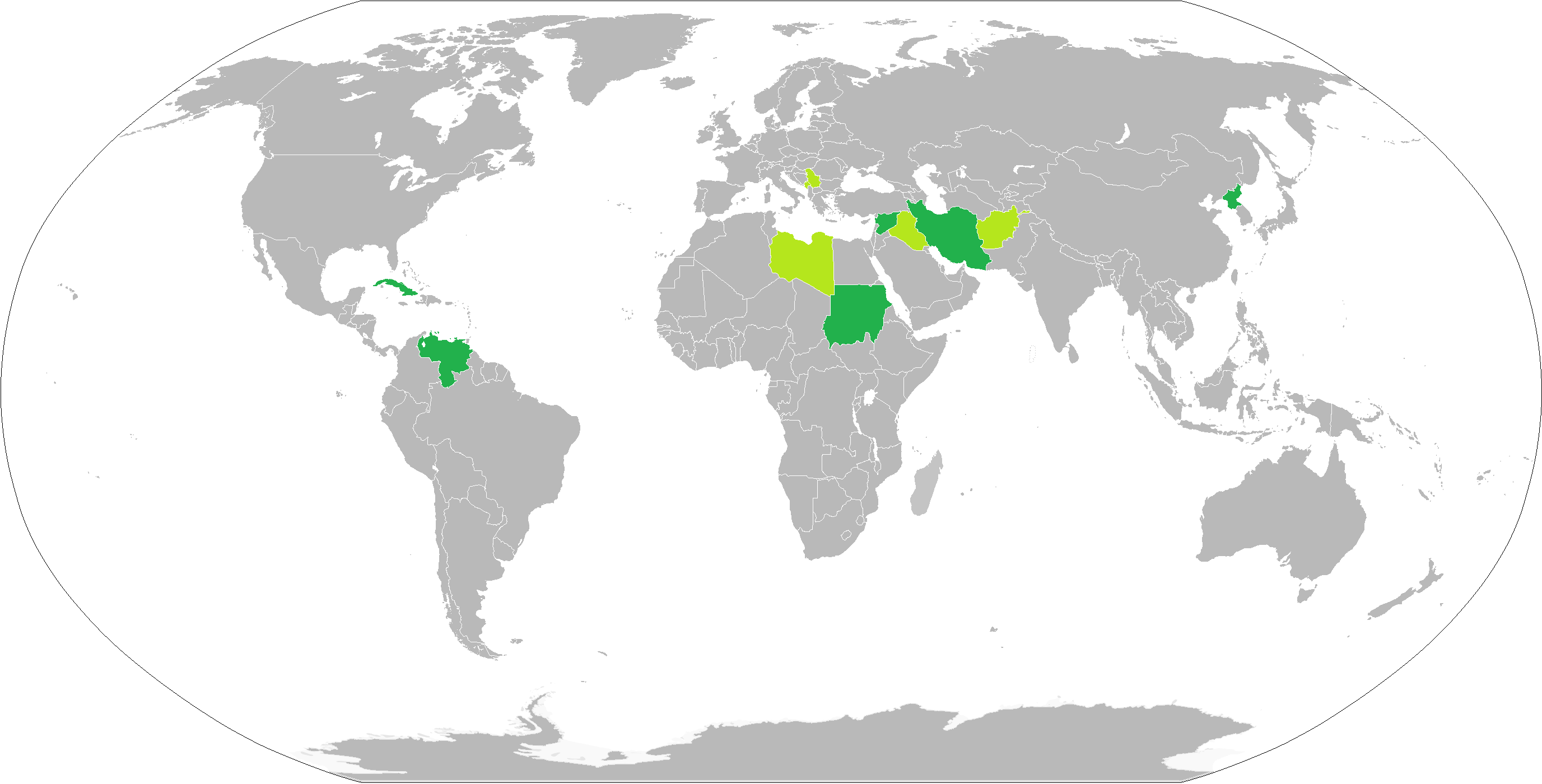
صورة تشير للدول المارقة حسب وجهة نظر الولايات المتحدة الامريكية

الدولة المارقة أو الدولة الخارجة عن القانون (بالإنجليزية: Rogue state) هو مصطلح يطلق من قبل بعض المنظرين الدوليين على الدول التي يعتبرونها تهديدًا للسلام العالمي. هذا يعني أنها تحقق معايير معينة، مثل أن تكون محكومة من قبل حكومات متسلطة أو استبدادية تفرض قيودًا شديدة على حقوق الإنسان وتدعم الإرهاب وتسعى لنشر أسلحة الدمار الشامل. يستخدم هذا المصطلح غالبًا في الولايات المتحدة (على الرغم من أن وزارة الخارجية الأمريكية توقفت عن استخدامه منذ عام 2000)، وكرر دونالد ترامب هذا التعبير في كلمته أمام الأمم المتحدة عام 2017. مع ذلك، جرى استخدامها من قبل دول أخرى أيضًا.

## تاريخ المصطلح
اعتبارًا من بدايات شهر يوليو عام 1985، صرح الرئيس دونالد ريغان قائلًا: «لن نتسامح مع هجمات الدول الخارجة عن القانون بمجموعات من المنبوذين أو المجرمين القذرين منذ ظهور الرايخ الثالث»، لكن توضيح هذا المفهوم وقع على عاتق إدارة كلينتون. في إصدار مجلة فورين أفيرز، حدد مستشار الأمن القومي أنثوني ليك خمس دول على أنها دول مارقة وهي: كوريا الشمالية، وكوبا، وإيران، وليبيا تحت حكم معمر القذافي، والعراق البعثي. وصف هذه الأنظمة بأنها «دول مارقة وخارجة عن القانون، لا تختار فقط أن تبقى خارج العائلة (عائلة الدول الديمقراطية) إنما تهين أيضًا مبادئها الأساسية». نظريًا، كي تصنف دولة على أنها مارقة، على الدولة أن تقوم بما يلي: تسعى للحصول على أسلحة الدمار الشامل، وتدعم الإرهاب، وتسيء معاملة مواطنيها بشدة. بينما تحقق أربعة من الدول المذكورة جميع هذه الشروط، فإن كوبا، رغم انها معروفة بقمعها لمواطنيها ونقدها الشديد للولايات المتحدة، وضعت على القائمة فقط بسبب التأثير السياسي للمجتمع الأمريكي-الكوبي وخاصة تأثير المؤسسة الوطنية الأمريكية الكوبية (ماقبل خورخي ماس سانتوس)، في حين أنه جرى تجنب إضافة سوريا وباكستان إلى القائمة لأن الولايات المتحدة كانت تأمل أن تلعب دمشق دورًا بناءً في عملية السلام العربية الإسرائيلية، ولأن واشنطن حافظت على علاقات متينة مع إسلام أباد -ما تبقى من الحرب الباردة.
عوملت ثلاث دول أخرى هي جمهورية يوغسلافيا الاتحادية، والسودان وإمارة أفغانستان الإسلامية على أنها دول مارقة أيضًا. اعتبرت وزارة الخارجية الأمريكية في بعض الأحيان يوغسلافيا «دولة مارقة» لأن زعيمها، سلوبادان ميلوشيفيتش، اتُّهم بانتهاك حقوق مواطني بلده، بما في ذلك على سبيل المثال لا الحصر، محاولة ارتكاب إبادة جماعية في كرواتيا وتنظيم مذبحة سريبرينيكا في شرق البوسنة.
استخدمت الولايات المتحدة عدة وسائل لعزل ومعاقبة «الدول المارقة». فُرضت عقوبات اقتصادية شديدة من جانب واحد، غالبًا وفق تعليمات من الكونغرس ضد إيران وليبيا وكوبا والسودان وأفغانستان. بعد انتهاء حرب الخليج في عام 1991، استخدمت الولايات المتحدة بشكل انتقائي سلاح الجو ضد العراق على مدى سنوات خلال مناطق حظر الطيران العراقية لإجبارهم على الامتثال لمختلف قرارات مجلس الأمن التابع للأمم المتحدة بشأن نزع السلاح (أي القرار687) وحقوق الإنسان (أي القرار688). أُطلقت صواريخ كروز على أفغانستان والسودان ردًا على الهجمات الإرهابية ضد السفارة الأمريكية في كينيا وتنزانيا في أغسطس عام 1998. في مارس عام 1999، شن الناتو حملة قصف جوي ضخمة ضد يوغسلافيا ردًا على حملة الجيش اليوغسلافي على الإنفصاليين الألبان في مقاطعة كوسوفو.
في الأشهر الستة الأخيرة من إدارة كلينتون، أعلنت وزيرة الخارجية الأمريكية مادلين آلبرايت أن مصطلح دولة مارقة سوف يُلغى في شهر يونيو عام 2000، ليحل محله مصطلح «الدول المثيرة للقلق»، إذ أن ثلاث من الدول المدرجة في قائمة «الدول المارقة» (ليبيا، وإيران، وكوريا الشمالية) لم تعد تحقق الشروط المحددة لتعريف الدولة المارقة.
أُزيلت ليبيا من قائمة الدول الداعمة للإرهاب في عام 2006 بعد تحقيقها للنجاح من خلال الدبلوماسية. أصبحت العلاقات مع ليبيا تبادلية أكثر بعد ثمانية شهور من الحرب الأهلية الليبية في عام 2011، مما أدى إلى طرد الرئيس الليبي للمجلس الانتقالي الوطني معمر القذافي من السلطة.
في عام 2015، بعد أن أعادت الولايات المتحدة فتح سفارتها في كوبا واستأنفت علاقاتها الدبلوماسية مع الحكومة الكوبية، أُزيلت كوبا من قائمة الدول الداعمة للإرهاب ولم يعد يشار إليها على أنها «دولة مارقة».
مؤخرًا، وصفت إدارة دونالد ترامب فينزويلا بأنها «دولة مارقة» بسبب انتهاكاتها الكبيرة لحقوق الإنسان، وانهيارها الاقتصادي والتفشي المفرط لحالات الوفيات، والمواقف المناهضة للولايات المتحدة وتورطها في الإتجار الدولي بالمخدرات. خلال انعقاد مجلس الأمم المتحدة لعام 2017، اعتبر نيكي هيلي سفير الأمم المتحدة فنزويلا تهديدًا عالميًا وأنها «دولة مخدرات خطيرة». حُظرت بعض شخصيات الحكومة الفنزويلية، مثل نائب الرئيس طارق العيسمي، ووزير الدفاع فلاديمير بادرينو لوبيز بشكل دائم من دخول الأراضي الأمريكية، بسبب تورطهم في انتهاكات حقوق الإنسان وعصابات المخدرات. في وقت لاحق من العام، حظرت حكومة الولايات المتحدة جميع المسؤولين الحكوميين رفيعي المستوى من الدخول إلى أراضي الولايات المتحدة الأمريكية. حاليًا، نظرًا للأزمة الرئاسية الفنزويلية لعام2019، لا يُعترف بشرعية حكومة نيكولاس مادورو (التي تسيطر على الواقع الفنزويلي) من قبل الولايات المتحدة أو أي دولة أخرى في أمريكا اللاتينية، باستثناء نيكاراغوا وبوليفيا والأورغواي وكوبا.
تعتبر [الولايات المتحدة] و[اسرائيل] بالمعايير الحالية دول مارقة، فرفضهما قرارات [الأمم المتحدة] وفرض عقوبات على المشرعيين الدوليين من طرف الرئيس الأمريكي[دونالد ترامب]، يجعل هذه التصرافات خطوة سلبية تستدعي إعادة النظر في الدعم الدولي التي تحضى به هذه الدول.

## المصطلحات اللاحقة
في أعقاب هجمات 11 سبتمبر، عادت إدارة بوش إلى استخدام مصطلح مماثل. استبدل مفهوم «محور الشر» بمفهوم الدولة المارقة من قبل إدارة بوش (يجمع العراق وإيران وكوريا الشمالية). تحدث الرئيس الأمريكي لأول مرة عن محور الشر هذا خلال خطاب حالة الاتحاد في شهر يناير عام 2002. مزيد من المصطلحات مثل ما وراء محور الشر والبؤر الاستيطانية للطغيان، سوف تحذو حذوها.]بحاجة مصدر[
حكومة الولايات المتحدة هي أكثر الحكومات المؤيدة لتعبير الدولة المارقة، وتعرض المصطلح للكثير من الانتقاد من أولئك الذين لا يتفقون مع السياسة الخارجية للولايات المتحدة. تعرض كلا مصطلحي «الدولة المارقة» و«محور الشر» للانتقاد من قبل بعض الباحثين، بمن فيهم الفيلسوف جاك ديريدا وعالم اللسانيات نعوم تشومسكي، الذي اعتبرها مبررًا للإمبريالية وكلمة مفيدة في الدعاية الإعلامية (البروباغندا). تتهم بعض الانتقادات أن مصطلح الدولة المارقة تعني فقط أي دولة معادية عمومًا للولايات المتحدة، أو حتى معارضة للولايات المتحدة بدون أن تشكل بالضرورة تهديدًا أوسع. كتب آخرون -مثل الكاتب ويليام بلوم- أن المصطلح ينطبق أيضًا على الولايات المتحدة وإسرائيل. في كتابه الذي يحمل عنوان «الدولة المارقة: دليل للقوة العظمى الوحيدة في العالم»، يوضح بلوم أن الولايات المتحدة تقدم نفسها من خلال سياستها الخارجية على أنها دولة مارقة.

## استخدامه من قبل تركيا وضدها
في 23 فبراير عام 1999، وصف الرئيس التركي سليمان دميرل اليونان بأنها «دولة مارقة» بسبب دعمها الواضح لحزب العمال الكردستاني (PKK). قال دميرل: «تعتبر اليونان ملاذًا لأعضاء حزب العمال الكردستاني الذين يبحثون عن مأوى وتوفر منشآت التدريب واللوجستيات للإرهابيين».
في 28 يونيو عام 2018، بعد إسقاط الجيش السوري لطائرة حربية تركية، أعلن رئيس الوزراء التركي رجب طيب إردوغان أن سوريا «دولة مارقة».
كتب المعلق روبرت إليس في صحيفة الإندبندنت عام 2016، أن تركيا تحت حكم رجب طيب إردوغان تخاطر«باحتمالية اعتبارها دولة مارقة» بسبب زيادة استبداد حكومتها، وتدهور حقوق الإنسان في البلد، وتورط الحكومة التركية في سوريا ودعمها المزعوم للإرهاب.